# Gunnar Asmussen
Gunnar Henry Asmussen (født 10. maj 1944 i Århus) var en dansk cykelrytter, som i 1968 vandt guldmedalje ved OL i Mexico i 4000 m holdforfølgelsesløb.
Asmussen var sammen med Mogens Frey, Per Lyngemark og Reno B. Olsen på det danske hold i forfølgelsesløb, der vandt OL-guld i 1968. OL-finalen var dramatisk. De vesttyske favoritter kom først over målstregen, men blev deklasseret til andenpladsen, fordi holdets tredjemand tilsyneladende havde fået et hjælpende skub fremad af sidstemanden, da han mistede kontakten til de to forreste. Asmussen var også med i München fire år senere i samme disciplin, hvor det blev til en trettendeplads.
Asmussen blev tildelt Boye-pokalen 1970, efter DM-titler i 4000 m forfølgelsesløb både individuelt og for hold, samt NM-titlen i 100 km hold.
Asmussen er udlært maskinarbejder på Sabroe og arbejdede her i et heltidsjob frem til 1976, da han holdt som elitecykelrytter. Han var gennem hele karrieren amatør i Aarhus Cykel Klub.
Asmussen åbnede 1. december 1977 cykelforretningen "Asmussen" i Aarhus og begyndte efter en tid at fremstille og samle egne cykler under mærket "Asmussen". Cyklerne var kendetegnet ved at være malet sort-gule eller i kraftige farver. Da det gik bedst for ham, arbejdede elleve mand med cykelfremstilling for ham. I perioden hvor cykelfabrikationen var aktiv blev "Asmussen"-cykler lidt af en kult blandt cykelentusiaster pga. detaljerne og byggekvaliteten.[kilde mangler]
Bjarne Riis kom i 2000 med tilbuddet til Asmussen om at blive teknisk direktør på hans cykelhold. Han lukkede derpå sin forretning, og 1. januar 2002 blev han ansat som teknisk direktør i det daværende CSC-Tiscali med base i Herning, hvor han var i halvanden sæson.
Asmussen var flere år leder af Club La Santas Internationale Cykeluger på Lanzarote.
Asmussen har også været klubformand i Aarhus Cykel Klub og siddet med i Danmarks Cykle Unions forretningsudvalg.

## Meriter
Ifølge cykelsiderne.net:
- 1964
  -  Dansk mester i 100 km hold med Ole Højlund, Erik Skelde og Thorvald Knudsen
- 1965
  -  Dansk mester i 100 km hold med Ole Højlund, Thorkild Berg og Per Frandsen
- 1968
  -  Guld ved OL i Mexico i 4000 m holdforfølgelsesløb, med Per Lyngemark, Reno Olsen, Mogens Frey og Peder Pedersen
- 1969
  -  Dansk mester i 4000 m holdforfølgelsesløb, med Niels Fredborg, Gunnar Jonsson og Poul Nielsen
- 1970
  -  Dansk mester i 4000 m individuelt forfølgelsesløb
  -  Dansk mester i 4000 m holdforfølgelsesløb, med Niels Fredborg, Gunnar Jonsson og Poul Nielsen
  -  Guld Nordisk mester i 100 km hold med, med Jørgen Schmidt, Jørgen Emil Hansen og Verner Blaudzun
- 1971
  -  Dansk mester i 4000 m holdforfølgelsesløb, med Niels Fredborg, Gunnar Jonsson og Poul Nielsen
  -  Dansk mester i 50 km enkeltstart for amatører
  -  Guld Nordisk mester i landevejscykling
- 1974
  -  Dansk mester i 4000 m holdforfølgelsesløb, med Niels Fredborg, Jørn Lund og Jan F. Petersen
- 1976
  -  Dansk mester i 4000 m holdforfølgelsesløb, med Niels Fredborg, Gert Frank og Kurt Frisch